# Parteitag der SED

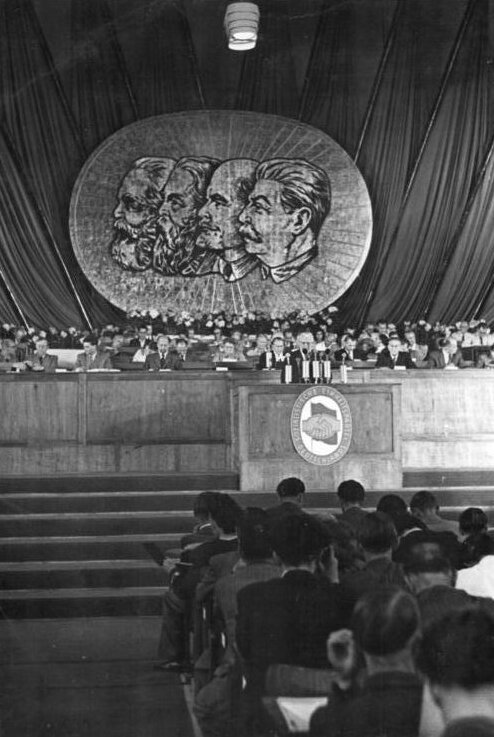
III. Parteitag der SED 1950

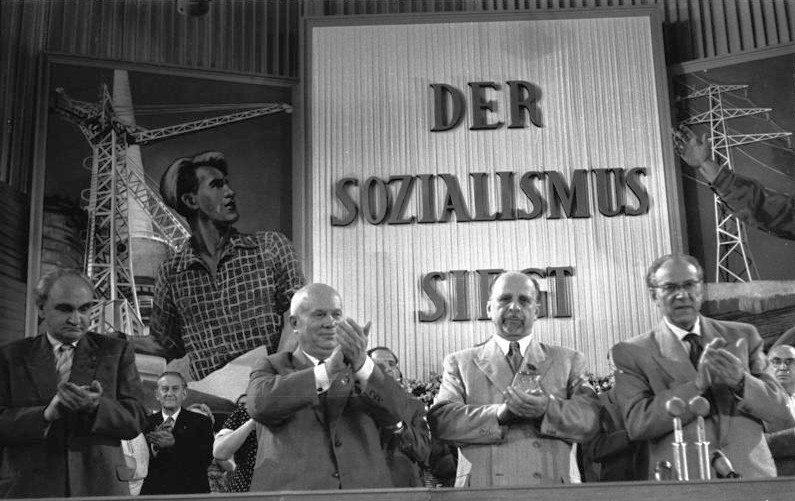
V. Parteitag der SED in der Werner-Seelenbinder-Halle in Berlin, 1958

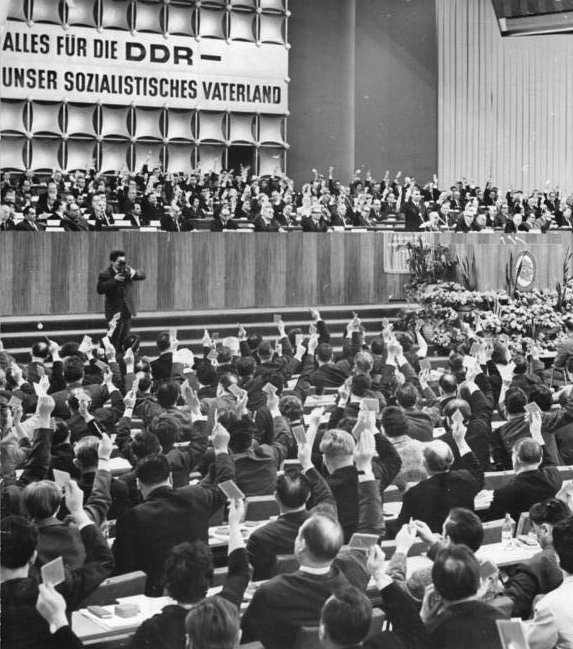
VII. Parteitag der SED 1967

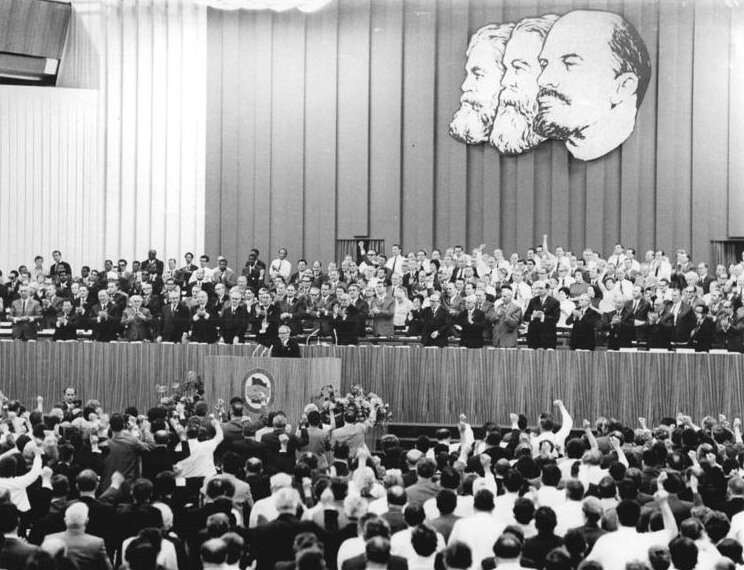
VIII. Parteitag der SED 1971

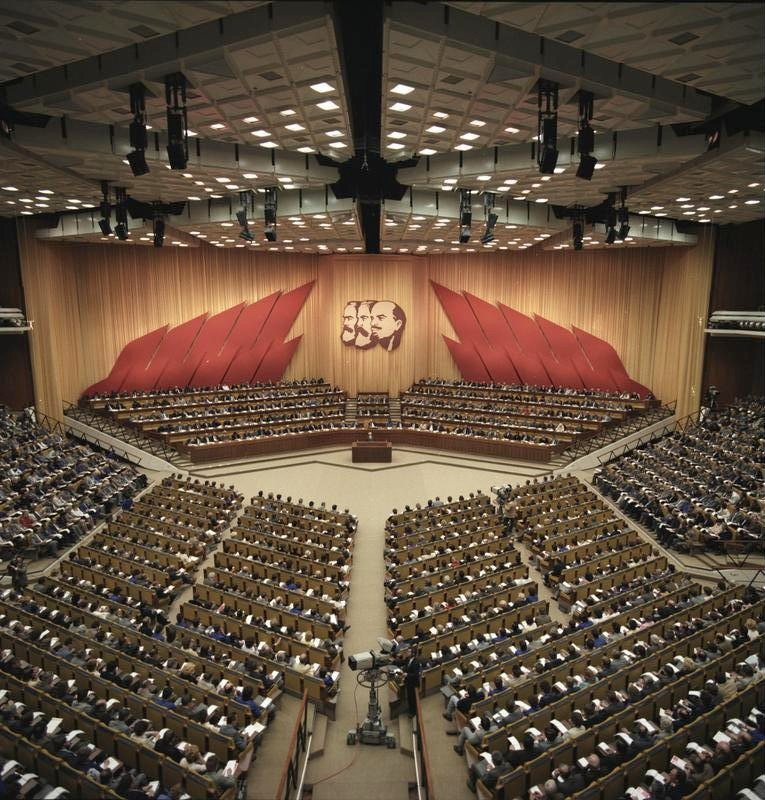
Eröffnung des XI. Parteitages 1986 im Palast der Republik

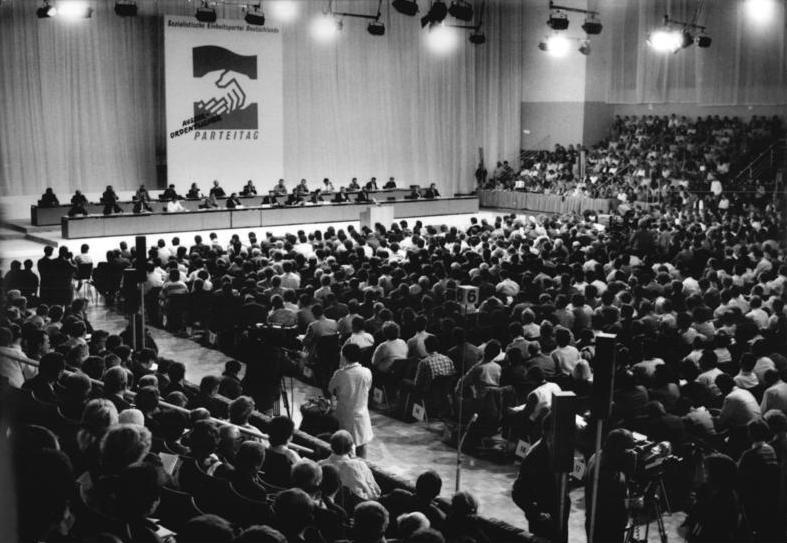
SED-Sonderparteitag am 8. Dezember 1989 in der Dynamo-Sporthalle in Berlin-Hohenschönhausen

Der Parteitag der SED war nach ihrem Statut das höchste Parteiorgan der Sozialistischen Einheitspartei Deutschlands. Beim Parteitag wurde das Zentralkomitee der SED bestimmt. Die Parteitage fanden in Ost-Berlin statt.

## Allgemeines
Die Parteitage der SED waren von der Parteiführung in hohem Maße vorbereitet und inszeniert. Sie sollten die Geschlossenheit der Partei demonstrieren und die Gesellschaft für wirtschaftliche Entwicklungen mobilisieren. Die Delegierten des Parteitages wurden vom Zentralkomitee der SED ausgewählt und eingeladen. Man achtete darauf, dass ein angemessener Anteil von Frauen und Jugendlichen sowie von „vorbildlichen Arbeitern“ ausgewählt wurde. Die vom Zentralkomitee bestimmten Kandidaten wurden dann in lokalen Delegiertenkonferenzen vorgeblich gewählt.
Alle Diskussionsbeiträge auf dem Parteitag mussten vorher dem Zentralkomitee zur Bestätigung vorgelegt werden. Grußadressen der Blockparteien und Massenorganisationen waren Teil der Parteitagsregie. Außerdem gab es eine Kampfadresse der Genossen von den bewaffneten Organen sowie internationale Grußadressen der sozialistischen Bruderparteien, deren Vorsitzende bzw. Generalsekretäre meist mit Delegationen im Präsidium vertreten waren. Neben dem offiziellen Teil gab es lange Diskussionsbeiträge, veröffentlicht im Neuen Deutschland, sowie gemäßigt kritische Diskussionen in den Arbeitskreisen während des Parteitages. Anlässlich des Parteitages gab es von den Genossen „freiwillige“ Beiträge zur Planübererfüllung bzw. besonders wichtige Parteitagsprojekte.
Ein besonderes Kennzeichen jedes Parteitages war das pausenlose Mitschreiben der Delegierten, obwohl alle offiziellen Reden am nächsten Tag im parteieigenen Zentralorgan Neues Deutschland seitenlang abgedruckt wurden. Beifall wurde im Wortlaut genau verzeichnet, beispielsweise „langanhaltender stürmischer Beifall, unterbrochen von Hochrufen auf Partei und Regierung der DDR“. Für die Delegierten gab es als Parteitagsgeschenk meist eine vergoldete Uhr, die ihren Träger als wichtige Persönlichkeit in der DDR auswies.
Im April 1946 wurde auf dem Gründungsparteitag der SED ein jährlicher Turnus der Parteitage festgelegt. Der II. Parteitag fand tatsächlich 1947 statt, der dritte jedoch erst 1950. Danach wurden die Parteitage alle vier Jahre (außer zwischen dem V. und VI. Parteitag) und ab 1971 alle 5 Jahre abgehalten – synchron mit dem Fünfjahresplan. Der letzte reguläre Parteitag war der XI. Parteitag 1986. Im Zuge zunehmender wirtschaftlicher Schwierigkeiten wurde 1989 verfügt, den XII. Parteitag von 1991 auf 1990 (15.–19. Mai) vorzuverlegen. Infolge der politischen Wende und friedlichen Revolution in der DDR 1989 fand er nicht mehr statt. Stattdessen gab es am 8. und 9. Dezember 1989 einen Sonderparteitag der SED, wo die SED sich zu ihrer neuen Rolle bekannte und den Namen SED/PDS annahm.

## Zwischen den Parteitagen
In der Zeit zwischen den Parteitagen fungierte das 1950 eingeführte Zentralkomitee als höchstes Organ der SED (von 1946 bis 1950 hieß dieses Gremium „Parteivorstand“) und behandelte die jeweiligen Agenden in regelmäßigen  Plenartagungen. Die Anzahl der Tagungen zwischen den Parteitagen schwankte mitunter sehr stark. Kam es etwa zwischen dem II. und dem III. Parteitag zu 27 Tagungen des Parteivorstandes, so hielt das Zentralkomitee zwischen dem X. und dem XI. Parteitag nur mehr 12 Tagungen ab.
Die Zählung dieser Tagungen begann nach einem Parteitag jeweils von Neuem. So stellte beispielsweise die 11. Tagung des ZK nach dem VI. Parteitag von 15. bis 18. Dezember 1965 eine Zäsur in der inneren Entwicklung der DDR dar; der ursprünglich für Wirtschaftsthemen konzipierte Gipfel entwickelte sich zu einer „Kahlschlag-Diskussion“ über die Jugend- und Kulturpolitik. Am 18. Oktober 1989 beriet die 9. Tagung des ZK nach dem XI. Parteitag über die Zusammensetzung des Politbüros, wobei u. a. auch die tags zuvor im Politbüro beschlossene „Entbindung des Genossen Honecker von seiner Funktion als Generalsekretär und Wahl von Egon Krenz zum Generalsekretär“ umgesetzt wurde. Berühmtheit erlangte schließlich auch die darauf folgende 10. Tagung des ZK nach dem XI. Parteitag, welche von 8. bis 10. November 1989 stattfand: In der nach dem zweiten Sitzungstag am 9. November 1989 angesetzten Pressekonferenz verkündete Günter Schabowski jene Reiseregelung, welche zum Öffnen der DDR-Grenzen führte.

## Liste der Parteitage
|                                                                           | Zeitraum                        | Inhalte |
| ------------------------------------------------------------------------- | ------------------------------- | --- |
| I. Parteitag                                                              | 21. – 22. April 1946            | Gründungsparteitag, Zwangsvereinigung von KPD und SPD |
| 14 Tagungen des Parteivorstandes zwischen dem I. und dem II. Parteitag    |                                 | |
| II. Parteitag                                                             | 20. – 24. September 1947        | Im Auftrag Stalins spricht Michail Suslow als Vertreter des ZK der KPdSU auf dem Parteitag der SED. |
| 27 Tagungen des Parteivorstandes zwischen dem II. und dem III. Parteitag  |                                 | |
| III. Parteitag                                                            | 20. – 24. Juli 1950             | Einführung eines Zentralkomitees anstelle des Parteivorstandes, wirtschaftliche Konzentration auf die Schwerindustrie, Beschluss zum Bau des EKO Stahl, Abriss des Berliner Schlosses |
| 18 Tagungen des Zentralkomitees zwischen dem III. und dem IV. Parteitag   |                                 | |
| IV. Parteitag                                                             | 30. März – 6. April 1954        | |
| 19 Tagungen des Zentralkomitees zwischen dem IV. und dem V. Parteitag     |                                 | |
| V. Parteitag                                                              | 10. – 16. Juli 1958             | Postulat der Zehn Gebote der sozialistischen Moral und Ethik |
| 18 Tagungen des Zentralkomitees zwischen dem V. und dem VI. Parteitag     |                                 | |
| VI. Parteitag                                                             | 15. – 21. Januar 1963           | Neues Ökonomisches System (NÖS) zur Planung und Leitung der Volkswirtschaft wird beschlossen. Vorgesehen war die Dezentralisierung der Führungs- und Planungsinstanzen und mehr Eigenverantwortlichkeit der Betriebe. |
| 15 Tagungen des Zentralkomitees zwischen dem VI. und dem VII. Parteitag   |                                 | |
| VII. Parteitag                                                            | 17. – 22. April 1967            | |
| 17 Tagungen des Zentralkomitees zwischen dem VII. und dem VIII. Parteitag |                                 | |
| VIII. Parteitag                                                           | 15. – 19. Juni 1971             | Ära Generalsekretär Erich Honecker. Zu einem der Höhepunkte am Eröffnungstag gestaltet sich die im Originalton übertragene Grußbotschaft der Saljut-1-Besatzung an den Parteitag. Einheit von Wirtschafts- und Sozialpolitik wird beschlossen. |
| 18 Tagungen des Zentralkomitees zwischen dem VIII. und dem IX. Parteitag  |                                 | |
| IX. Parteitag                                                             | 18. – 22. Mai 1976              | Annahme eines neuen Programms und Parteistatuts. Wiedereinführung des Titels Generalsekretär des ZK anstatt der seit 1953 gültigen Bezeichnung Erster Sekretär des ZK. |
| 14 Tagungen des Zentralkomitees zwischen dem IX. und dem X. Parteitag     |                                 | |
| X. Parteitag                                                              | 11. – 16. April 1981            | 2700 Delegierte bestätigen das Zentralkomitee und Erich Honecker einstimmig als Generalsekretär. Das Politbüro wird von 19 auf 17 Mitglieder verkleinert. Beschluss des Fünfjahrplans bis 1985 mit dem Ziel eines Wirtschaftswachstums um 28 bis 30 Prozent. |
| 12 Tagungen des Zentralkomitees zwischen dem X. und dem XI. Parteitag     |                                 | |
| XI. Parteitag                                                             | 17. – 21. April 1986            | Der Generalsekretär des ZK der KPdSU Michail Gorbatschow spricht auf dem Parteitag der SED. |
| 12 Tagungen des Zentralkomitees zwischen dem XI. und dem Sonderparteitag  |                                 | |
| Sonderparteitag SED/PDS                                                   | 8./9. und 16./17. Dezember 1989 | Nach kontroverser Debatte, Vorschlägen und Gegenvorschlägen zu Personen und zum Wahlmodus billigen die Delegierten die Zusammensetzung der Redaktionskommission, der Antragskommission und der Wahlkommission des Parteitages der SED. Wahl des neuen Vorsitzenden der SED, Gregor Gysi. Umbenennung der Partei in Sozialistische Einheitspartei Deutschlands – Partei des Demokratischen Sozialismus. |

Zu Parteitagen nach der Umbenennung 1989 siehe die Liste der Parteitage der PDS und der Linkspartei bis 2007.

## Veranstaltungsorte der Parteitage
- 1946–1947: Admiralspalast
- 1950–1971: Werner-Seelenbinder-Halle
- 1976–1986: Palast der Republik
- 1989: Dynamo-Sporthalle